# Skoki narciarskie na Zimowych Igrzyskach Olimpijskich Młodzieży 2012
Skoki narciarskie na Zimowych Igrzyskach Olimpijskich Młodzieży 2012 – zawody w skokach narciarskich, przeprowadzone w dniach 14-21 stycznia 2012 w ramach Zimowych Igrzysk Olimpijskich Młodzieży 2012.
Zawodnicy rywalizowali w trzech konkurencjach – dwóch indywidualnych (chłopców i dziewcząt) oraz jednej drużynowej, którą był konkurs mieszany. Wszystkie konkurencje rozegrane zostały na skoczni średniej (HS 75).

## Terminarz
| Data             | Miejscowość | Konkurencja                    | Złoto          | Srebro                 | Brąz         |
| ---------------- | ----------- | ------------------------------ | -------------- | ---------------------- | ------------ |
| 14 stycznia 2012 | Seefeld     | Konkurs indywidualny chłopców  | Anže Lanišek   | Mats Søhagen Berggaard | Yukiya Satō  |
| 14 stycznia 2012 | Seefeld     | Konkurs indywidualny dziewcząt | Sara Takanashi | Katharina Althaus      | Urša Bogataj |
| 21 stycznia 2012 | Seefeld     | Mieszany konkurs drużynowy     | Niemcy         | Słowenia               | Kanada       |

## Wyniki

### Konkurs indywidualny chłopców
| Miejsce | Nr | Zawodnik               | Państwo           | Runda 1 Odległość (m) | Runda 1 Punkty | Runda finałowa Odległość (m) | Runda finałowa Punkty | Punkty Łącznie |
| ------- | -- | ---------------------- | ----------------- | --------------------- | -------------- | ---------------------------- | --------------------- | -------------- |
|         | 22 | Anže Lanišek           | Słowenia          | 81,0                  | 143,7          | 79,0                         | 142,4                 | 286,1          |
|         | 21 | Mats Søhagen Berggaard | Norwegia          | 77,5                  | 137,8          | 78,0                         | 140,0                 | 277,8          |
|         | 5  | Yukiya Satō            | Japonia           | 77,0                  | 136,6          | 73,0                         | 123,5                 | 260,1          |
| 4       | 20 | Andreas Wellinger      | Niemcy            | 74,0                  | 127,4          | 73,0                         | 125,5                 | 252,9          |
| 5       | 17 | Miika Ylipulli         | Finlandia         | 73,0                  | 124,5          | 72,5                         | 122,3                 | 246,8          |
| 6       | 16 | Tomáš Friedrich        | Czechy            | 74,0                  | 127,9          | 70,5                         | 118,5                 | 246,4          |
| 7       | 23 | Elias Tollinger        | Austria           | 74,0                  | 127,4          | 71,0                         | 118,2                 | 245,6          |
| 8       | 4  | Dusty Korek            | Kanada            | 72,5                  | 123,8          | 70,5                         | 117,0                 | 240,8          |
| 9       | 18 | Killian Peier          | Szwajcaria        | 71,5                  | 119,9          | 70,5                         | 117,0                 | 236,9          |
| 10      | 6  | Daniele Varesco        | Włochy            | 67,5                  | 107,8          | 67,0                         | 108,1                 | 215,9          |
| 11      | 13 | Oldrik van der Aalst   | Holandia          | 65,5                  | 103,0          | 68,5                         | 112,2                 | 215,2          |
| 12      | 10 | Serhij Drozdow         | Ukraina           | 69,5                  | 107,6          | 68,0                         | 107,0                 | 214,6          |
| 13      | 11 | Rauno Loit             | Estonia           | 65,5                  | 103,5          | 65,5                         | 103,5                 | 207,0          |
| 14      | 7  | Krzysztof Leja         | Polska            | 64,5                  | 101,1          | 66,0                         | 105,2                 | 206,3          |
| 15      | 19 | Arthur Royer           | Francja           | 66,5                  | 105,9          | 61,5                         | 93,9                  | 199,8          |
| 16      | 14 | Faik Yüksel            | Turcja            | 64,5                  | 100,6          | 62,5                         | 95,3                  | 195,9          |
| 17      | 3  | Valentin Tatu          | Rumunia           | 62,5                  | 95,8           | 62,0                         | 92,1                  | 187,9          |
| 18      | 8  | Jurij Samsonow         | Rosja             | 63,5                  | 96,7           | 60,5                         | 90,0                  | 186,7          |
| 19      | 2  | William Rhoads         | Stany Zjednoczone | 59,0                  | 86,4           | 63,0                         | 95,0                  | 181,4          |
| 20      | 1  | Ákos Szilágyi          | Węgry             | 60,5                  | 90,0           | 60,0                         | 87,8                  | 177,8          |
| 21      | 15 | Dejan Funtarow         | Bułgaria          | 52,5                  | 63,3           | 66,0                         | 103,2                 | 166,5          |
| 22      | 12 | Alaksandr Miachiedka   | Białoruś          | 45,5                  | 46,5           | 46,5                         | 48,9                  | 95,4           |
| 23      | 9  | Kanat Chamitow         | Kazachstan        | 44,0                  | 40,9           | 39,5                         | 31,6                  | 72,5           |

### Konkurs indywidualny dziewcząt
| Miejsce | Nr | Zawodniczka             | Państwo           | Runda 1 Odległość (m) | Runda 1 Punkty | Runda Finałowa Odległość (m) | Runda Finałowa Punkty | Punkty Łącznie |
| ------- | -- | ----------------------- | ----------------- | --------------------- | -------------- | ---------------------------- | --------------------- | -------------- |
|         | 11 | Sara Takanashi          | Japonia           | 76,5                  | 134,4          | 76,5                         | 134,9                 | 269,3          |
|         | 12 | Katharina Althaus       | Niemcy            | 71,0                  | 119,2          | 72,5                         | 123,3                 | 242,5          |
|         | 13 | Urša Bogataj            | Słowenia          | 71,5                  | 120,4          | 71,5                         | 118,9                 | 239,3          |
| 4       | 10 | Léa Lemare              | Francja           | 67,0                  | 108,6          | 70,5                         | 117,5                 | 226,1          |
| 5       | 1  | Taylor Henrich          | Kanada            | 64,0                  | 99,4           | 66,0                         | 105,2                 | 204,6          |
| 6       | 7  | Natálie Dejmková        | Czechy            | 64,5                  | 99,1           | 63,5                         | 97,2                  | 196,3          |
| 7       | 3  | Jenny Rautionaho        | Finlandia         | 62,5                  | 96,3           | 63,5                         | 98,7                  | 195,0          |
| 8       | 6  | Karoline Røstad         | Norwegia          | 63,5                  | 96,7           | 62,0                         | 93,1                  | 189,8          |
| 9       | 2  | Emilee Anderson         | Stany Zjednoczone | 59,5                  | 85,1           | 65,5                         | 101,0                 | 186,1          |
| 10      | 8  | Anastasija Wieszczikowa | Rosja             | 58,0                  | 83,5           | 59,0                         | 86,4                  | 169,9          |
| 11      | 4  | Li Xueyao               | Chiny             | 59,5                  | 82,1           | 58,0                         | 79,5                  | 161,6          |
| 12      | 9  | Veronica Gianmoena      | Włochy            | 51,0                  | 66,2           | 55,5                         | 76,0                  | 142,2          |
| 13      | 14 | Michaela Kranzl         | Austria           | 50,0                  | 63,8           | 50,5                         | 64,5                  | 128,3          |
| 14      | 5  | Magdalena Pałasz        | Polska            | 40,5                  | 34,5           | 43,5                         | 43,2                  | 77,7           |

### Konkurs drużynowy
| Pozycja | Nr | Zawodnicy                                                   | Kraj              | Runda 1 Odległość (m) | Seria 1 Punkty         | Seria 1 Miejsce | Seria Finałowa Odległość (m) | Seria Finałowa Punkty   |
| ------- | -- | ----------------------------------------------------------- | ----------------- | --------------------- | ---------------------- | --------------- | ---------------------------- | ----------------------- |
|         | 12 | Katharina Althaus Tom Lubitz Andreas Wellinger              | Niemcy            | 67,0 64,0 65,0        | 309,8 108,1 98,8 102,8 | 1.              | 63,0 67,0 73,5               | 640,1 96,0 107,1 127,2  |
|         | 11 | Urša Bogataj Luka Pintarič Anže Lanišek                     | Słowenia          | 55,0 59,0 65,0        | 262,5 73,8 86,9 101,8  | 6.              | 66,0 77,0                    | 610,5 104,7 106,7 136,6 |
|         | 7  | Taylor Henrich Nathaniel Mah Dusty Korek                    | Kanada            | 56,0 64,0 63,0        | 277,1 79,7 99,4 98,0   | 2.              | 54,0 67,5 73,5               | 587,0 73,4 110,8 125,7  |
| 4       | 9  | Jenny Rautionaho Ilkka Herola Miika Ylipulli                | Finlandia         | 52,0 65,0 67,5        | 276,2 64,1 102,3 109,8 | 3.              | 48,5 71,0 73,5               | 578,3 57,2 119,2 125,7  |
| 5       | 13 | Sara Takanashi Gō Yamamoto Yukiya Satō                      | Japonia           | 57,0 59,5 52,0        | 235,3 79,6 87,6 68,1   | 8.              | 75,0 65,0 67,0               | 576,0 129,3 102,3 109,1 |
| 6       | 10 | Karoline Røstad Harald Johnas Riiber Mats Søhagen Berggaard | Norwegia          | 49,0 66,0 67,0        | 271,2 57,4 105,7 108,1 | 5.              | 49,0 68,0 77,5               | 572,4 56,4 109,0 135,8  |
| 7       | 6  | Michaela Kranzl Paul Gerstgraser Elias Tollinger            | Austria           | 44,5 64,0 72,0        | 272,1 48,6 99,9 123,6  | 4.              | 42,5 66,5 75,0               | 548,1 42,8 104,9 128,3  |
| 8       | 8  | Natálie Dejmková Tomáš Portyk Tomáš Friedrich               | Czechy            | 48,0 60,0 63,0        | 239,3 53,0 89,8 96,5   | 7.              | 45,5 73,0 73,5               | 537,5 46,5 125,5 126,2  |
| 9       | 4  | Léa Lemare Tom Balland Arthur Royer                         | Francja           | 56,5 52,0 56,0        | 227,2 80,9 69,1 77,2   | 9.              | 56,5 62,5 67,0               | 510,5 81,4 93,8 108,1   |
| 10      | 5  | Veronica Gianmoena Raffaele Buzzi Daniele Varesco           | Włochy            | 42,0 59,5 64,5        | 222,8 35,1 86,6 101,1  | 10.             | 43,0 69,0                    | 489,6 40,5 112,9 113,4  |
| 11      | 2  | Emilee Anderson Colton Kissel William Rhoads                | Stany Zjednoczone | 44,5 57,0 58,0        | 205,7 44,1 78,6 83,0   | 12.             | 44,5 61,0 63,5               | 436,2 44,1 90,2 96,2    |
| 12      | 3  | Magdalena Pałasz Michał Pytel Krzysztof Leja                | Polska            | 40,0 59,0 62,0        | 210,8 31,8 84,9 94,1   | 11.             | 36,5 61,0 65,0               | 426,2 23,4 90,7 101,3   |
| 13      | 1  | Anastasija Wieszczikowa Roman Tieriechin Jurij Samsonow     | Rosja             | 47,0 48,5 53,5        | 180,5 54,6 57,7 68,2   | 13.             | 39,0 54,0 62,5               | 358,6 31,4 72,4 74,3    |